# Турнафулла
Турнафулла (англ. Tournafulla; ирл. Tuar na Fola, «скотобойня») — деревня в Ирландии, находится в графстве Лимерик (провинция Манстер).
Население — 1500 человек (по переписи 2006 года).